# Foetale bloedsomloop

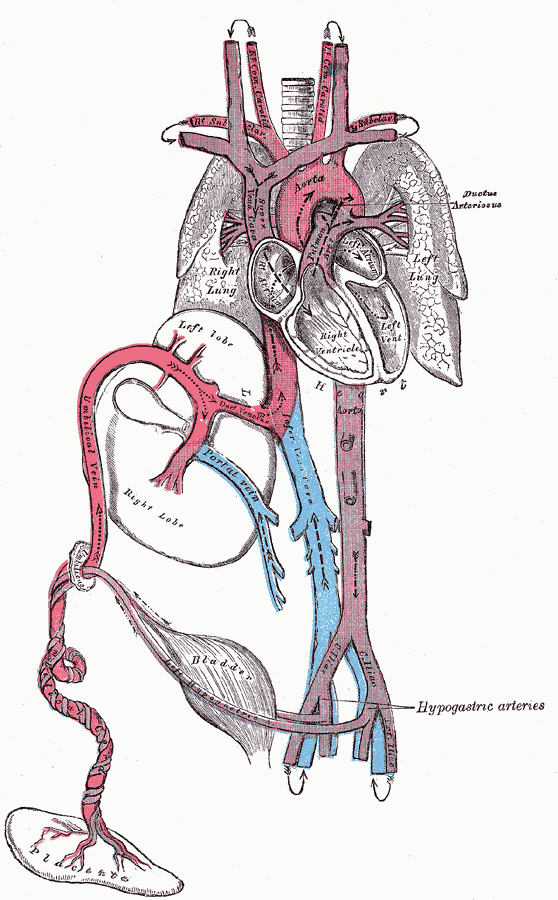

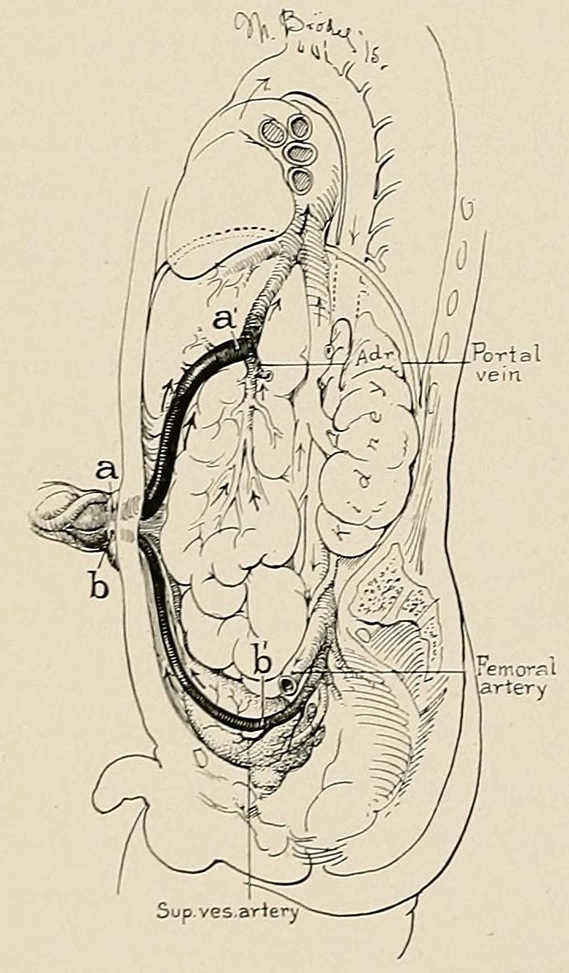
Foetale bloedsomloop vlak voor de geboorte

De foetale bloedsomloop is de bloedsomloop van een foetus. Deze verloopt deels over de placenta via de navelstrengbloedvaten. Omdat de longen nog niet voor de zuurstofvoorziening kunnen instaan (ze zitten in vruchtwater en zijn bovendien nog niet uitgeklapt) en omdat de darmen nog geen voedingsstoffen verteren, worden deze functies voor de geboorte waargenomen door de placenta.

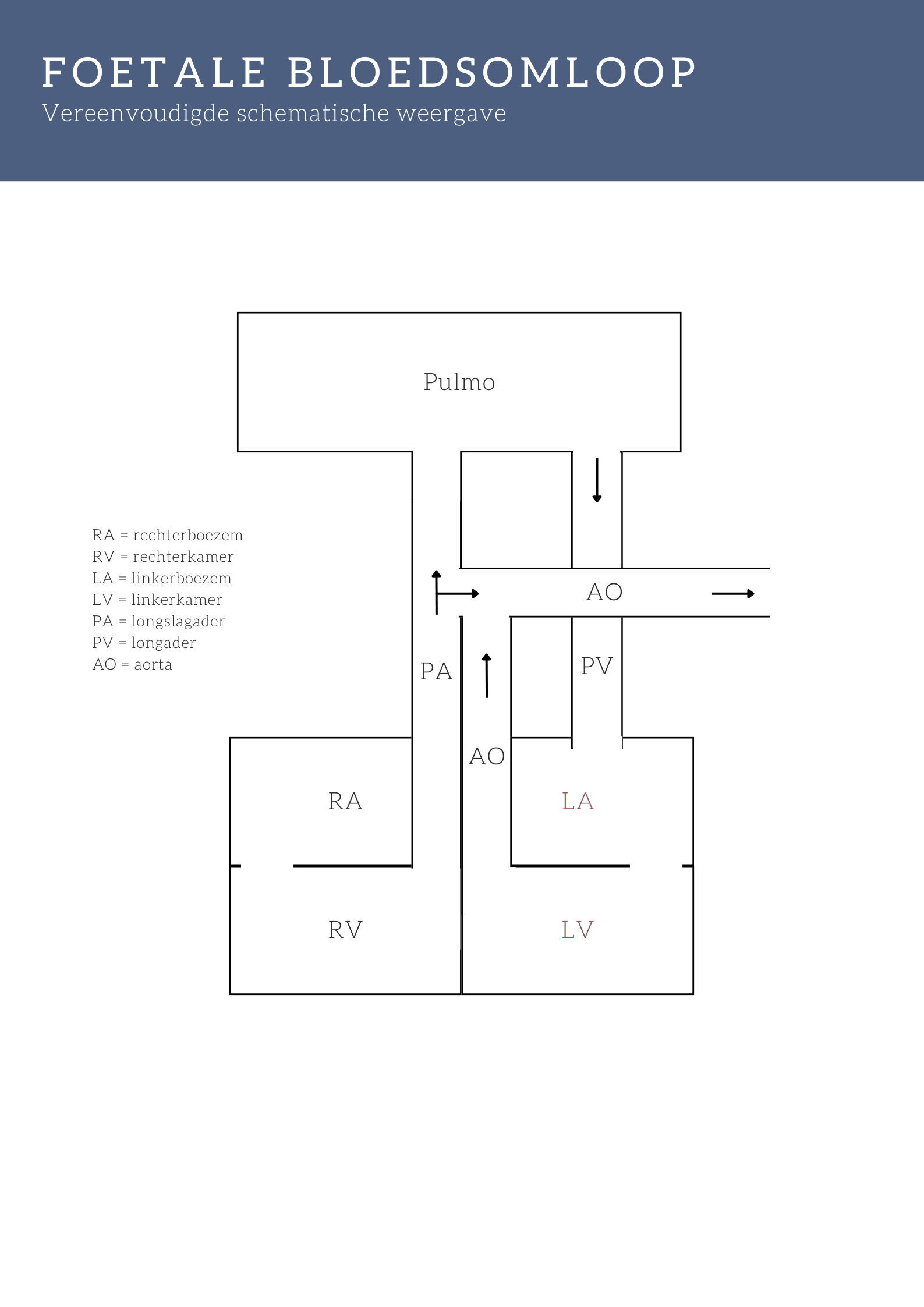
De foetale bloedsomloop

## Vorming
De eerste bloedvaten en het eerste bloed worden in het mesoderm aan de buitenkant van de dooierzak en de allantois gevormd. Eerst ontstaan er celklompjes, de bloedeilandjes. Er worden in de bloedeilandjes zowel bloedstamcellen, hemocytoblasten en angioblasten gevormd. In de bloedeilandjes ontstaan holtes, die zich met elkaar verbinden en vervolgens samensmelten, waardoor er haarvaten worden gevormd. De haarvaten worden langer en gaan naar de kiemschijf lopen. Aan het einde van de derde week
treden de bloedvaten van het embryo in verbinding met de extra-embryonale bloedvaten en vervoeren ze het bloed. Vanaf de zesde tot de zevende week gaat ook het mesenchymweefsel van lever, milt en lymfeknopen deelnemen aan de bloedvorming. Vanaf de 21 week vindt de bloedvorming in het beenmerg plaats. De lymfocyten worden in de zeventiende week eerst in de lever en later in het beenmerg gevormd.

## Traject
Het zuurstof- en voedingsstofrijke bloed van de placenta loopt via de ongepaarde navelstrengader (vena umbilicalis) en ductus venosus (en deels via de leverpoortader) naar de onderste holle ader (vena cava inferior). De twee harthelften functioneren nog in parallel omdat er twee kortsluitende verbindingen zijn tussen de rechter- en linkerharthelft: het ovale venster en de ductus Botalli. Een deel van het bloed gaat vanuit de rechterboezem via het ovale venster (foramen ovale) naar de linkerboezem. Een ander deel stroomt van de longslagader via de ductus arteriacus Botalli naar de lichaamsslagader (aorta). Deze twee aanpassingen in de foetus zijn effectief, omdat het bloed door drukverschillen eerder door het foramen ovale of ductus Botalli zullen gaan. Voor de geboorte wordt een beperkte bloedtoevoer naar de pulmonaire circulatie waargenomen, gemedieerd door de restrictieve eigenschappen van de alveoli. Bij foetale omstandigheden, waarin een aanzienlijk lage partiële zuurstofdruk in de alveoli in de longen heerst, volgt een reactie waarbij de pulmonaire arteriën vasoconstrictie ondergaan. Vasoconstrictie leidt tot een verhoogde vasculaire weerstand, wat de bloedtoevoer bemoeilijkt. Hierdoor stroomt het bloed eerder via het foramen ovale naar de linkerhelft of via de ductus Botalli naar de aorta. De nog niet uitgeklapte longen worden zo grotendeels omzeild. 
Een deel van het bloed dat in de aorta terechtkomt en dat koolzuurgas en afvalstoffen bevat, wordt via de binnenste bekkenarteries (arteriae iliacae internae) en de gepaarde navelstrengslagaders (arteriae umbilicales) naar de moederkoek afgevoerd.
Het bloed dat via de placenta terug naar de foetus gaat, bypasst de lever deels via de ductus venosus.

## Geboorte
Na de bevalling treedt een drukverandering op, waardoor de baby een dubbele gescheiden bloedsomloop krijgt. De gelei van Wharton in de navelstreng gaat na de geboorte opzwellen, waardoor de placentale circulatie meer stromingsweerstand gaat ondervinden. Ook gaan de longen open, waardoor ze zich vullen met lucht. Lucht in de longen biedt minder weerstand dan het vruchtwater, waardoor de stromingsweerstand in de longcirculatie sterk afneemt. Hierdoor verandert de druk in de harthelften, en klapt het foramen ovale door middel van een weefselklep dicht. Het gesloten venster vergroeit om de harthelften te scheiden.

## Bloedgroepen
Bij een verschil in bloedgroep van de foetus en de moeder kunnen door de moeder antistoffen worden aangemaakt, waardoor de rode bloedcellen in de foetus worden afgebroken. Dit is het geval bij resus D-negatief of resus C-negatief als de foetus resuspositief is.